# 山崎 動く動く VIDEO CLIPS 1998-2003
『山崎 動く動く VIDEO CLIPS 1998-2003』（やまざき うごくうごく・ビデオクリップ - ）は、山崎まさよし通算2作目のミュージック・ビデオ集。2003年9月17日にDVDで発売された。発売元はユニバーサルミュージック。

## 解説
- 主演した日本テレビ系のテレビドラマ『奇跡の人』主題歌で、8枚目シングル曲「僕はここにいる」から、当ミュージック・ビデオ集の発売された時点での最新シングル「未完成」までを収録。
- ボーナス映像として、映画『月とキャベツ』の主題歌となった「One more time, One more chance」の "シングル･バージョン" のミュージック・ビデオが初商品化された。なお、映像作品第1作の『動く山崎 VIDEO CLIPS 1995-1998』（1998年6月8日）には "弾き語りバージョン" が収録されている。
- ほか、テレビコマーシャル用に制作されたTV-SPOT集が収録されている。
- 「Passage」は、2パターンの映像が試聴可能である。
- 「未完成」以降のミュージック・ビデオは、シングルやアルバムの初回限定盤DVDに収録されることが多くなっているが、2008年現在、商品化に至っていないPV作品も存在する（アサヒビール "PRIME TIME" のCMソング「ADDRESS」など）。

## 収録曲
1. 僕はここにいる
2. Passage
  - 別カットの2バージョンを収録。
3. やわらかい月
4. 明日の風
  - ボウリングをする場面が登場する。
5. Plastic Soul
6. 心拍数
  - ライヴ映像をミュージック・ビデオ風に仕上げたもの。
7. 全部、君だった。
8. 未完成
  - ミュージック・ビデオでは初めてスーツ姿で登場し、ペンギンの置物を手にしているシーンが登場する。
  - 「真夜中のBoon Boon」（2008年3月12日）では、再びスーツ姿を披露している。
9. One more time, One more chance　（Bonus Track）
10. TV-SPOT　（Bonus Track）

## 関連作品
- HOME　M-9
- SHEEP　M-2
- アトリエ　M-8
- BLUE PERIOD　M-1・3・4・5・6・7